# Gemeinderatswahlen in der Steiermark 2000
Die Gemeinderatswahlen in der Steiermark 2000 wurden am 19. März 2000 in allen steirischen Gemeinden – mit Ausnahme von Graz – durchgeführt. Dabei wurde der Gemeinderat gewählt. Die Wahl des Bürgermeisters erfolgte in den steirischen Gemeinden durch den jeweiligen Gemeinderat; eine Direktwahl durch die Wähler ist nicht vorgesehen.

## Wahlergebnis
Die Wahl brachte (steiermarkweit summiert) folgendes Ergebnis (jeweils im Vergleich zur Gemeinderatswahl 1995):
| Partei          | Prozent | Prozent | Stimmen | Stimmen | Mandate | Mandate |
| --------------- | ------- | ------- | ------- | ------- | ------- | ------- |
| ÖVP             | 43,01   | + 0,96  | 250.295 | - 1.934 | 3.879   | + 17    |
| SPÖ             | 38,83   | + 0,50  | 266.004 | - 3.915 | 2.528   | + 11    |
| FPÖ             | 11,33   | + 0,04  | 65.958  | - 1.744 | 719     | + 26    |
| GRÜNE           | 2,08    | + 0,04  | 12.099  | - 139   | 65      | - 5     |
| KPÖ             | 0,53    | - 0,16  | 3.071   | - 1.059 | 10      | - 3     |
| LIF             | 0,06    | - 0,21  | 370     | - 1.223 | 1       | - 2     |
| sonstige Listen | 4,15    | - 1,20  | 24.168  | - 7.897 | 300     | - 50    |

Insgesamt wurden in 542 Gemeinden 7.502 Mandate vergeben.
Die Wahlbeteiligung fiel von 83,83 % auf 79,97 %; Des Weiteren fiel die Anzahl der gültigen Stimmen von 599.876 auf 581.965.